# Baryłeczka (film 1934)
Baryłeczka (ros. Пышка, Pyszka) – radziecki czarno-biały film niemy z 1934 roku w reżyserii Michaiła Romma będący adaptacją utworu Guya de Maupassanta o tym samym tytule. Film jest pierwszym dziełem Michaiła Romma, w którym reżyser oraz aktorzy stworzyli znakomitą galerię mieszczuchów każdego rodzaju. Jest to ostatni radziecki film niemy.

## Fabuła
Historia Elisabeth Rousset, prostytutki zwanej "Baryłeczką", która w czasie wojny francusko-pruskiej w latach 1870-71, podróżując dyliżansem z grupą przedstawicieli francuskiej burżuazji, ułatwia im swobodny przejazd. Naraża się jednakże na masowy bojkot z ich strony.

## Obsada
- Galina Siergiejewa jako Elisabeth Rousset ("Baryłeczka")
- Andriej Fajt jako oficer pruski
- Anatolij Goriunow jako pan Loiseau
- Faina Raniewska jako pani Loiseau
- Piotr Riepnin jako pan Lamadon
- Tatjana Okuniewska jako pani Carre-Lamadon
- Michaił Muchin jako hrabia de Breville